# اوگام
اُگهام ( ‎/ˈɒɡəm/‎ ؛  مدرن ایرلندی[ˈo:(ə)mˠ] ؛ ایرلندی کهن: ogam   [ˈɔɣamˠ]) یک حرف از الفبای قرون وسطایی اولیه است که عمدتاً برای نوشتن زبان ایرلندی نخستین(در کتیبه های "ارتدکس" ، قرن 4 تا 6 میلادی) و بعداً زبان ایرلندی کهن (اوگام مکتبی ، قرن 6 تا 9) استفاده میشد. تقریباً 400 کتیبه ارتدوکس بر روی  سخره‌های سنگی در سراسر ایرلند و غرب انگلیس وجود دارد که عمده آن در جنوب مونستر واقع شده.  بیشترین تعداد آنها نیز در خارج از ایرلند در پمبروکشر، در ولز است. 
اکثریت قریب به اتفاق کتیبه ها از نام های شخصی تشکیل شده اند.